# CR-V3
CR-V3 o CRV3 es el código usado para identificar un tipo específico de pilas de litio que se utilizan ampliamente en dispositivos electrónicos. La forma que tiene es la misma que conseguiríamos uniendo dos pilas AA, y normalmente proporciona un voltaje de 3 voltios (3V).
Son pilas de gran duración, aunque de precio elevado. Marcas como Pentax han adoptado este tipo de pilas en algunas de sus cámaras fotográficas, como la Pentax *ist DS.
- Datos: Q1987923
- Multimedia: CR-V3 batteries / Q1987923